# Katie Stevens
Katie Stevens (New Haven County, 8 december 1992) is een Amerikaans actrice en zangeres. Ze is bekend van haar deelname aan American Idol in 2010, waarin ze de achtste plaats wist te behalen, en haar rollen als Karma Ashcroft in Faking It en Jane Sloan in The Bold Type.

## Biografie

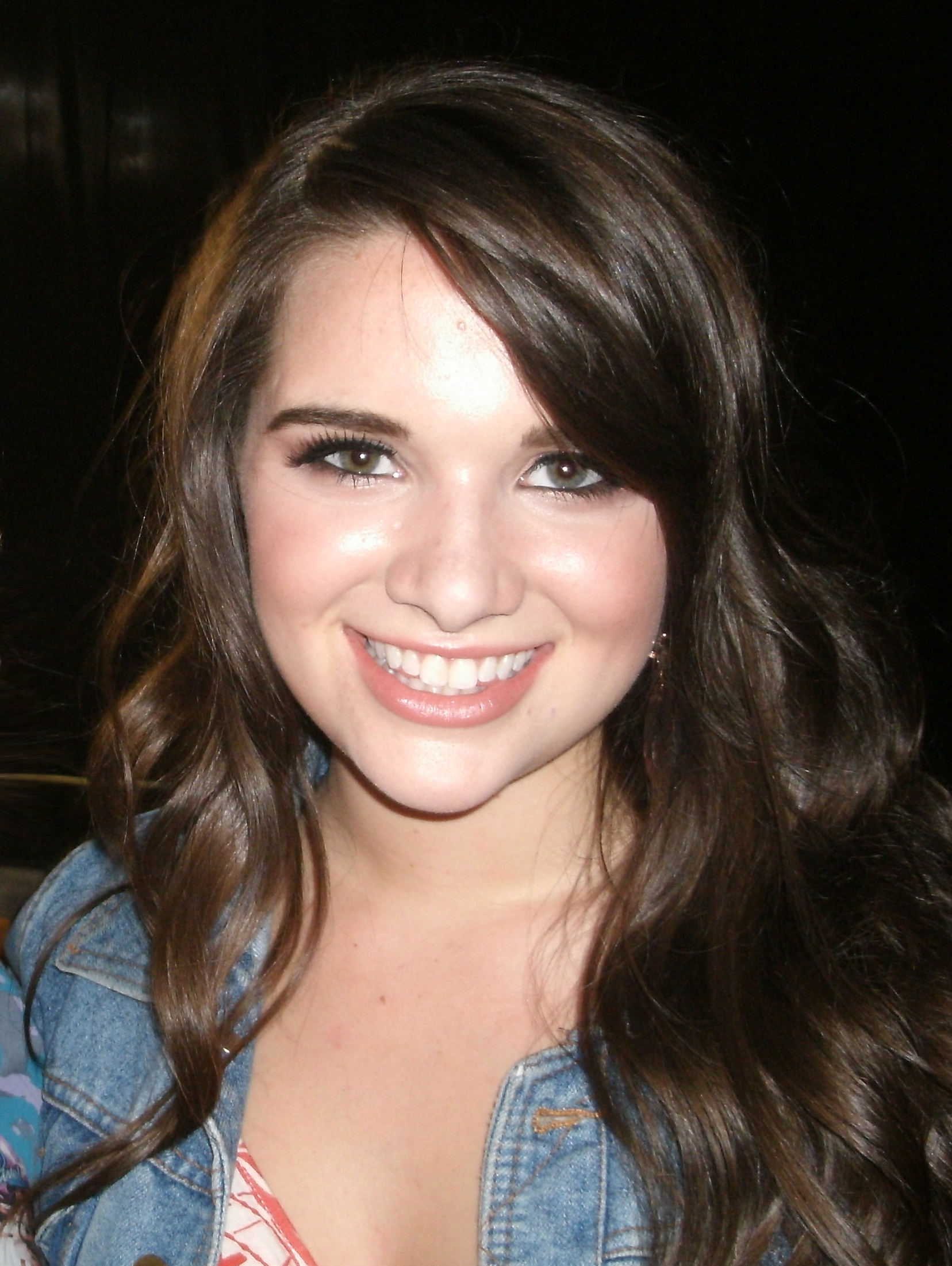
Stevens in juli 2010

Stevens groeide op in Middlebury (Connecticut) als de dochter van Mark en Clara Stevens. Ze is van Portugese afkomst. In juni 2010 behaalde ze haar diploma aan de Pomperaug High School in Southbury. Op vijfjarige leeftijd trad Stevens voor het eerst op voor een publiek toen ze het Amerikaanse volkslied zong voor een politicus in haar geboorteplaats.
Op 13 augustus 2009 deed Stevens auditie voor American Idol. Hierin wist ze de laatste acht te bereiken en werd ze op 14 april 2010 uitgeschakeld.

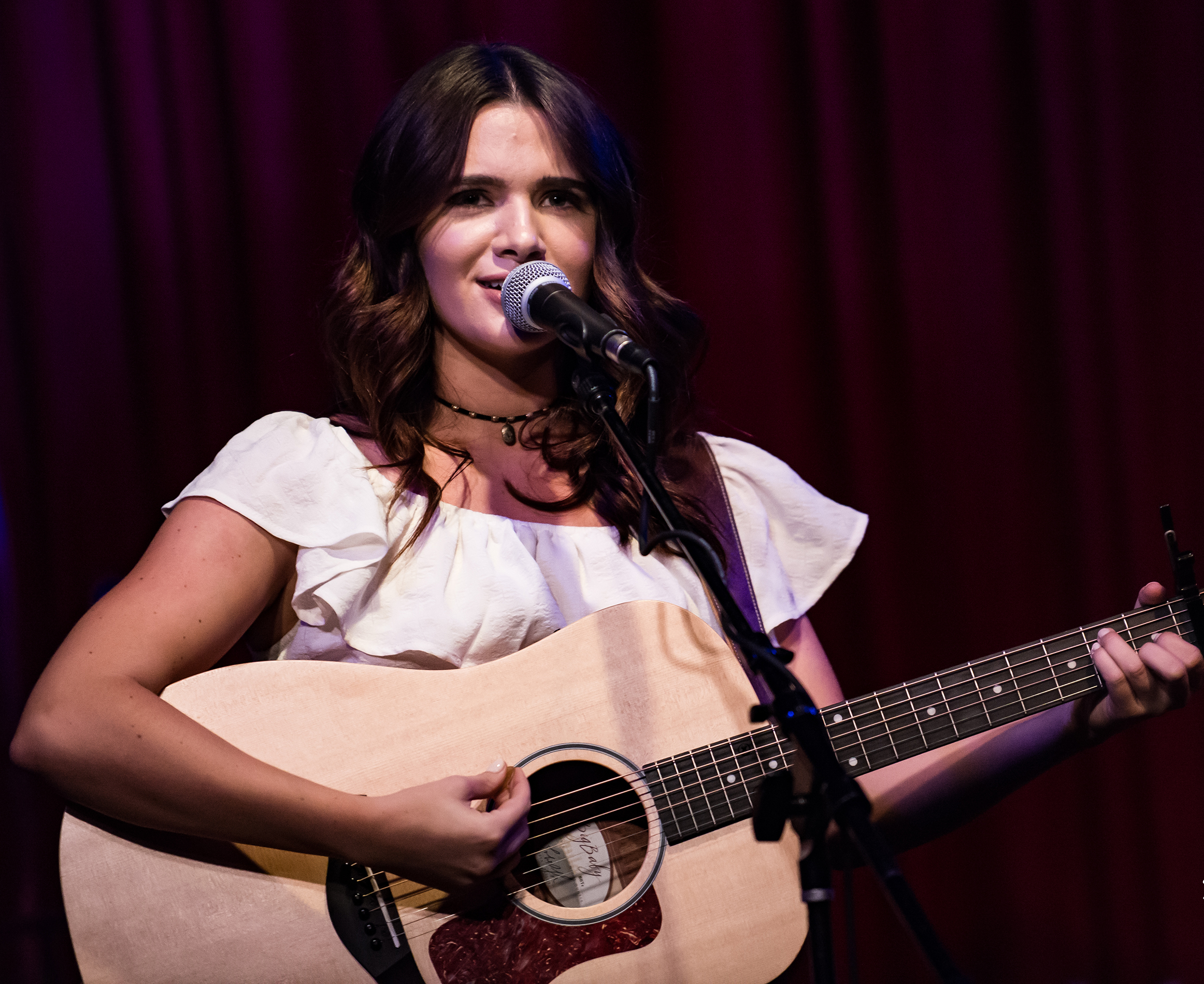
Stevens treedt op in 2016

Na haar eliminatie in American Idol verscheen Stevens in meerdere praatprogramma's. Op 16 april 2010 zong ze het nummer 'Over the Rainbow' in The Ellen DeGeneres Show. Ook verscheen ze in de Late Show with David Letterman en The Wendy Williams Show. Stevens begon ook met het schrijven van nummers. Ze bracht in totaal negen nummers uit.

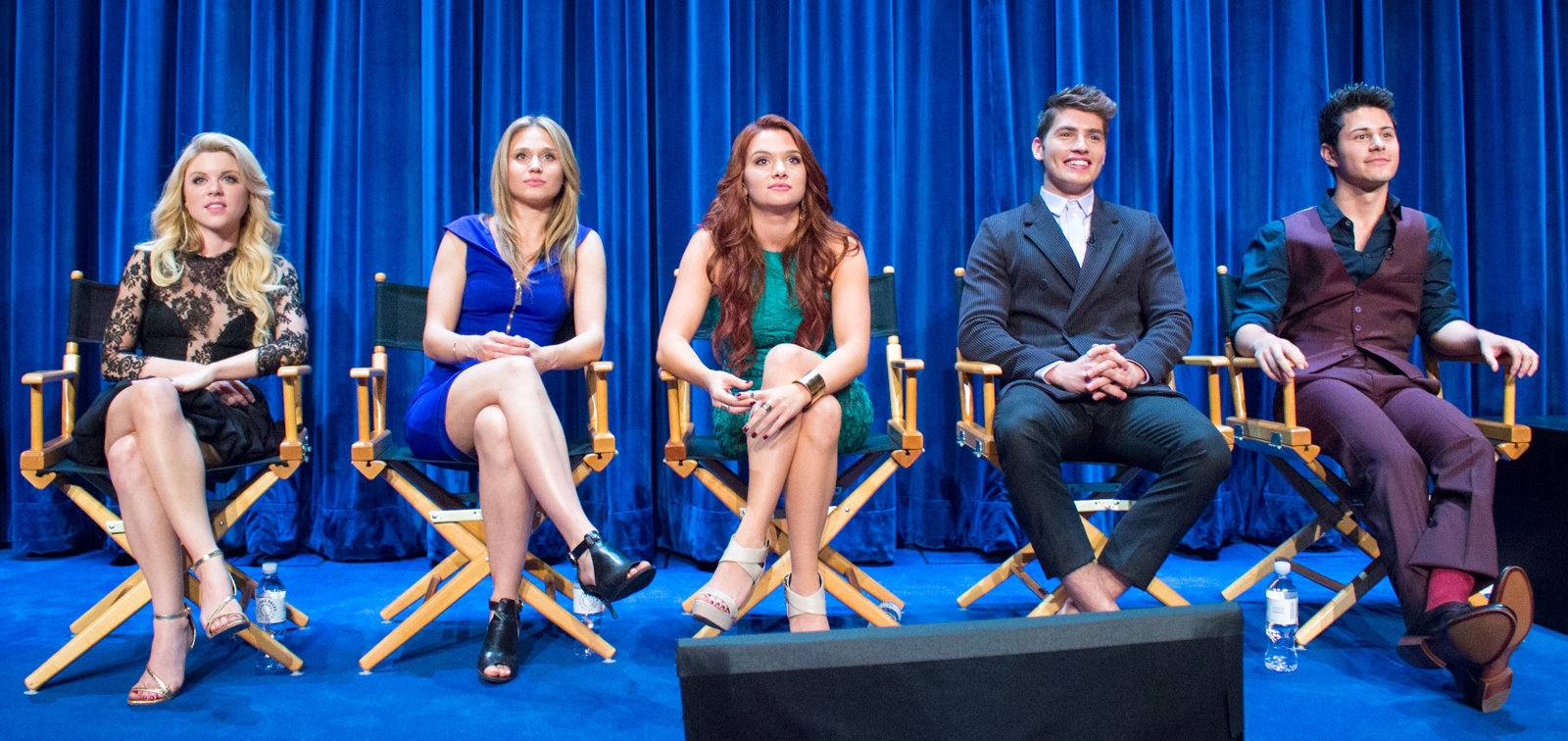
Stevens met haar medespelers van Faking It in 2014

In 2014 speelde Stevens de rol van Karma Ashcroft in de televisieserie Faking It. Een jaar later speelde ze de rol van Lindsey Willows in de CSI-film Immortality. Stevens speelde ook de rol van Jane Sloan in The Bold Type, dat vijf seizoenen lang doorliep. In 2019 speelde ze de hoofdrol van Harper in de slasher-film Haunt. In deze film speelt ze een onzeker meisje dat, gekweld door een moeizame jeugd, besluit om met een vriendengroep naar een spookhuis te gaan.

## Privé
Stevens trouwde na vijf jaar daten in oktober 2019 met Paul DiGiovanni, voormalig bandlid van Boys Like Girls. Het koppel woont samen in Nashville, Tennessee. In februari 2023 kregen Stevens en DiGiovanni hun eerste kind, een dochter.

## Filmografie

### Films
| Jaar | Titel              | Rol             |
| ---- | ------------------ | --------------- |
| 2013 | Bare: A Pop Opera  | Nadia McConnell |
| 2014 | Friends and Romans | Gina DeMaio     |
| 2019 | Polaroid           | Avery           |
| 2019 | Haunt              | Harper          |

### Televisieserie
| Jaar      | Titel                                 | Rol             | Opmerkingen    |
| --------- | ------------------------------------- | --------------- | -------------- |
| 2010      | American Idol                         | Zichzelf        | Achtste plaats |
| 2014-2016 | Faking It                             | Karma Ashcroft  | Hoofdrol       |
| 2015      | I'll Bring the Awkward                | Alexis Martin   | 1 aflevering   |
| 2015      | CSI: Crime Scene Investigation        | Lindsey Willows | 1 aflevering   |
| 2017-2021 | The Bold Type                         | Jane Sloan      | Hoofdrol       |
| 2019      | Dolly Parton's Heartstrings           | Lee             | 1 aflevering   |
| 2020      | The Disney Family Singalong Volume II | Zichzelf        |                |
| 2020      | Celebrity Family Freud                | Zichzelf        |                |
| 2022      | CSI: Vegas                            | Lindsey Willows | 1 aflevering   |
| 2023      | Fantasy Island                        | Gwen            | 1 aflevering   |